# Voldemar Õun
Voldemar Õun (Pseudonym Mardikas, * 26. Dezember 1892jul. / 7. Januar 1893greg. in Tallinn; † 4. Januar 1986 in Göteborg) war ein estnischer Schriftsteller.

## Leben
Õun ging in Tallinn zur Schule und schlug danach die Beamtenlaufbahn ein. Vor dem Ersten Weltkrieg war er Sekretär am Friedensgericht, 1915 wurde er in die Zarenarmee mobilisiert. In Petrograd erkrankte er allerdings an Tuberkulose, von der er erst in den 1920er-Jahren genas. Danach setzte er seine Studien fort und schloss 1937 die rechtswissenschaftliche Fakultät der Universität Tartu ab. Gleichzeitig war er Gerichtssekretär in Tallinn und Haapsalu; nach seinem Studienabschluss wurde er Sekretär von Anton Palvadre, dem Justizkanzler Estlands. Zum Ende der deutschen Besetzung Estlands im Zweiten Weltkrieg verließ er das Land und gelangte nach Schweden, wo er in der Industrie angestellt war.

## Werk
Voldemar Õun debütierte im Zuge der Romanwettbewerbe des Loodus-Verlags und hatte gleich Erfolg damit. Seine beiden ersten Romane, die prämiert wurden, lieferten realistische Innenansichten aus dem Tallinner Beamtenmilieu der 1930er-Jahre. Ein Kritiker zog den Vergleich zu Mait Metsanurk, der über den Pastorenstand geschrieben habe, was Õun über die Juristen schreibe. Im Exil verfasste Õun den zweiteiligen Roman Das neue Evangelium (1953), der die gewaltsame Aufoktroyierung eines neuen Systems im Zuge der Sowjetisierung Estlands 1940/1941 zum Inhalt hat.

## Auszeichnungen
- 1938 Dritter Preis beim Romanwettbewerb des Loodus-Verlags.
- 1939 Erster Preis beim Romanwettbewerb des Loodus-Verlags.

## Bibliografie
- (unter dem Pseudonym Mardikas) Tint ('Tinte'). Tartu, Tallinn: Loodus 1938. 340 S.
- (unter dem Pseudonym Mardikas) Konarlik tee ('Der holprige Weg'). Tartu, Tallinn: Loodus 1939. 373 S.
- Viis paari susse. Üks Nõukogude lugu ('Fünf Paar Puschen. Eine sowjetische Geschichte'). Lund: EKK 1952. 287 S.
- Uus evangeelium I + II ('Das neue Evangelium I + II'). Lund: EKK 1953. 334 + 310 S.